# Haematonectria monilifera
Haematonectria monilifera är en svampart som först beskrevs av Berk. & Broome, och fick sitt nu gällande namn av Samuels & Rossman 1999. Haematonectria monilifera ingår i släktet Haematonectria och familjen Nectriaceae.   Inga underarter finns listade i Catalogue of Life.